# Ante Ćorić
Ante Ćorić (* 14. April 1997 in Zagreb) ist ein kroatischer Fußballspieler, der im Mittelfeld eingesetzt wird.

## Karriere

### Vereine
Ćorić wurde 1997 als Sohn Bosnischer Kroaten in Zagreb geboren. Im Alter von fünf Jahren begann er bei NK Hrvatski Dragovoljac mit dem Fußball spielen. Als er neun Jahre alt war, wechselte er in die Jugendabteilung des Lokalrivalen NK Zagreb. 2009 lehnte er Angebote der europäischen Spitzenvereine FC Bayern München, FC Chelsea und FC Barcelona ab, um sich den Junioren des österreichischen Klubs FC Red Bull Salzburg anzuschließen. Auch sein älterer Bruder Josip Ćorić und der Rest der Familie zog mit nach Österreich. 2013 verzichtete er auf eine Vertragsverlängerung in Salzburg und wechselte für eine Ablösesumme von 900.000 Euro zurück in seine Heimat zu Dinamo Zagreb.
In der Rückrunde der Saison 2013/14 gab er am 16. April 2014 sein Debüt in der 1. HNL, der höchsten kroatischen Spielklasse. Bis zum Ende der Spielzeit kam er auf insgesamt sechs Einsätze, in denen er einen Treffer erzielte, und konnte mit seiner Mannschaft schließlich den Gewinn der Meisterschaft feiern. 2014/15 folgten weitere regelmäßige Einsätze in der Liga, dazu hatte er in der 2. Runde der Qualifikation zur UEFA Champions League 2014/15 seinen ersten internationalen Einsatz. Weitere Einsätze folgten in der Qualifikationsrunde und der Gruppenphase der UEFA Europa League. Mit seinem Treffer zum 5:1-Endstand im Gruppenspiel gegen Astra Giurgiu am 18. September 2014 wurde er mit 17 Jahren, fünf Monaten und vier Tagen zum bis dato jüngsten Europa-League-Torschützen aller Zeiten.
Zur Saison 2018/19 wechselte er nach Italien in die Serie A zur AS Rom, für den er in dieser Saison zweimal zum Einsatz kam. Ab der Saison 2019/20 wurde er an den spanischen Zweitligisten UD Almería ausgeliehen. Nach 16 Ligaeinsätzen wechselte er im Oktober 2020 leihweise in die Niederlande zu VVV-Venlo. Für Venlo kam er in vier Monaten zu lediglich einem Einsatz in der erstklassigen Eredivisie. Im Februar 2021 schloss er sich auf Leihbasis dem slowenischen Erstligisten NK Olimpija Ljubljana an, für den er bis Saisonende sechs Spiele in der Slovenska Nogometna Liga bestritt.
Im August 2021 wurde er an den Schweizer Erstligisten FC Zürich ausgeliehen.

### Nationalmannschaft
Ćorić durchlief alle Nationalmannschaften des kroatischen Fußballverbandes. 2012 debütierte er im Alter von 15 Jahren innerhalb weniger Monate für die U-15-, U-16- und die U-17-Auswahl. Am 3. März 2014 spielte er im Alter von 16 Jahren auch erstmals für die U-18-Nationalmannschaft, nur wenige Monate später debütierte er auch für die U-19 und die U-21. Für die U-21-Nationalmannschaft kam er in der Qualifikation zur U-21-Europameisterschaft 2015 in einem Gruppenspiel und den Play-offs zum Einsatz, wo die Kroaten jedoch an England scheiterten.
Am 27. Mai 2016 spielte er erstmals in der ersten Mannschaft beim 1:0-Sieg über Moldawien.
Bei der Fußball-Europameisterschaft 2016 in Frankreich wurde er in das kroatische Aufgebot aufgenommen. Als einziger Feldspieler im Kader kam er beim Turnier nicht zum Einsatz.

## Erfolge
Dinamo Zagreb
- Kroatische Meisterschaft: 2014, 2015, 2016, 2018